# Леа Реміні
Ліа Марі Реміні (англ. Leah Marie Remini; (15 червня 1970 , Бруклін, Нью-Йорк, Нью-Йорк, США ) — американська акторка, письменниця та активістка.

## Ранні роки
Народилася 15 червня 1970 року в Брукліні, Нью-Йорк, в сім'ї Вікі Маршал, шкільної вчительки, та Джорджа Ентоні Реміні (пом. у серпні 2019 року), власника фірми з видалення азбесту . Її мати — австрійська єврейка, а батько — сицилієць. Ліа має брата Майкла і старшу сестру Ніколь, а також чотирьох зведених сестер — Крістін, Стефані (1978—2013, померла від раку), Елізабет та Шеннон.

## Кар'єра
Зіграла низку епізодичних ролей. Однією з перших її ролей була Стейсі Каросі у шести серіях серіалу Saved by the Bell (1991). Найбільш відома роллю Керрі Хеффернан у ситкомі телеканалу CBS Король Квінса (1998—2007).

## Особисте життя
Реміні зустріла актора Анджело Пагана в кубинському ресторані 1996 року. Вони одружилися 19 липня 2003 року . Їхня дочка, Софія Белла, народилася 16 червня 2004 року .

### Саентологія
Реміні була членом Церкви саєнтології з 9-річного віку. У грудні 2005 року вона сприяла афілійованій із саєнтологами Громадянської комісії з прав людини у відкритті музею «Психіатрія: індустрія смерті» на бульварі Сансет у Голлівуді.
У липні 2013 року Реміні залишила Церкву саєнтології, оскільки багато тут викликало у неї категоричне неприйняття: внутрішня політика, яка забороняє рядовим членам обговорювати керівну діяльність саєнтологічного лідера Девіда Міскевіджа, якого Реміні вважала корупціонером; зловживання членів саєнтологічного ордена  Морської організаці; прийняті практики «розриву спілкування» та виявлення «супресивних особистостей». Колишній високопоставлений член Міжнародної церкви саєнтології та Морської організації Майк Ріндер зазначав, що неприємності у Реміні почалися після того, як вона у 2006 році на весіллі Тома Круза та Кеті Голмс поставила запитання про те, куди зникла дружина Міскевіджа Шеллі. Реміні розкритикувала Міскевіджа, Круза та інших високопоставлених саєнтологів, за що «зазнавала багаторічних „допитів“» та «зміни свідомості». Її друзі серед саєнтологів писали на неї доноси, і зрештою вона була внесена до саєнтологічного «чорного списку». 9 вересня 2013 року Реміні на «Шоу Елен Дедженерес» розповіла про свій відхід із Церкви саєнтології та про те, що її друзі-саентологи розірвали з нею стосунки.
Реміні висловила свою вдячність усім, хто підтримав її відхід із Церкви саєнтології . Сестра Реміні, Ніколь, яка раніше також залишила Церкву саєнтології, зазначила, що вся їхня родина залишила Церкву, оскільки не хотіла піддатися  практиці розриву відносин.
Режисер і сценарист Пол Хаггіс, який був одним з найвідоміших антисаентологів, у своєму відкритому листі, опублікованому в The Hollywood Reporter, висловив свою подяку Реміні за ту підтримку, яку вона йому надала, коли він вирішив порвати з саєнтологією, і похвалив її за та співчуття«.
У серпні 2013 року Реміні написала заяву до Департаменту поліції Лос-Анджелеса у зв'язку зі зникненням Мішель Міскевідж. Згодом справа була закрита, оскільки співробітники поліції змогли особисто зустрітися з розшукуваною.
У жовтні 2013 року Реміні виступала як свідок у Комалі у зв'язку з судовим процесом проти Церкви саєнтології та її голови Девіда Міскевіджа, де розглядалося звинувачення у домаганні та стеженні за Монік Ратбун (дружиною колишнього високопоставленого саєнтолога Марті Ратбуна). Адвокат Ратбун Рей Джеффрі зазначав, що привернув участь у процесі Реміні, оскільки вважав, що вона здатна дати  усні свідчення під присягою про те, що Міскевідж має величезний вплив на діяльність Церкви саєнтології, а отже, знав про факт домагань.
У листопаді 2015 року Реміні випустила книгу про Збурювальниця спокою: виживання в Голлівуді та саєнтології» (англ. Troublemaker: Surviving Hollywood and Scientology).
З 2016 по 2019 рік Реміні спільно з каналом «A&E» випустила цикл документальних розслідувань із 37 епізодів під назвою "Ліа Реміні: саєнтологія та наслідки " (англ. Leah Remini: Scientology and the Aftermath), перший сезон якого отримав дві номінації на премію «Еммі».

## Фільмографія
| Рік       |    | Українська назва                                  | Оригінальна назва                               | Роль                          |
| --------- | -- | ------------------------------------------------- | ----------------------------------------------- | ----------------------------- |
| 1988      | с  | Староста класу                                    | Head of the Class                               | н/д                           |
| 1989      | с  | Хто тут бос?                                      | Who's the Boss?                                 | Чарлі Бріско                  |
| 1989      | с  | Живі ляльки                                       | Living Dolls                                    | Чарлі Бріско                  |
| 1990      | с  | Нормальне життя                                   | Normal Life                                     | Керол                         |
| 1991      | с  | Рай                                               | Paradise                                        | Роуз                          |
| 1991      | с  | Велері                                            | Valerie                                         | Джоанн                        |
| 1991      | с  | —                                                 | The Man In the Family                           | Тіна Бавассо                  |
| 1991      | с  | Врятовані дзвінком                                | Saved by the Bell                               | Стейсі Карозі                 |
| 1991—1993 | с  | Будьмо                                            | Cheers                                          | Серафіна Тортеллі             |
| 1992      | с  | Блоссом                                           | Blossom                                         | Еллен                         |
| 1992      | тф | Встати і піти                                     | Getting Up and Going Home                       | Стефані О’Ніл                 |
| 1993      | с  | Вечірня тінь                                      | Evening Shade                                   | Дейзі                         |
| 1993      | тф | —                                                 | Harlan & Merleen                                | Френкі                        |
| 1993      | вг | —                                                 | Gabriel Knight: Sins of the Fathers             | Грейс Накімура                |
| 1994      | с  | Комісар поліції                                   | The Commish                                     | Гейл Росс                     |
| 1994      | с  | Ренегат                                           | Renegade                                        | Тина                          |
| 1994—1996 | мс | Фантом 2040                                       | Phantom 2040                                    | Сеган Круз                    |
| 1995      | с  | Діагноз: вбивство                                 | Diagnosis: Murder                               | Агнес Бенедетто               |
| 1995      | с  | Друзі                                             | Friends                                         | Лідія                         |
| 1995      | ф  | Блиск слави                                       | Glory Daze                                      | Тереза                        |
| 1995      | с  | —                                                 | First Time Out                                  | Домінік Костеллано            |
| 1995      | тф | Головний свідок                                   | Star Witness                                    | Н/Д                           |
| 1996      | мс | Миші-байкери з Марса                              | Biker Mice from Mars                            | Карбайн                       |
| 1996      | с  | Поліція Нью-Йорка                                 | NYPD Blue                                       | Анджела Бохі                  |
| 1997      | ф  | —                                                 | Critics and Other Freaks                        | актриса на прослуховуванні    |
| 1997—1998 | с  | Насмокталися                                      | Fired Up                                        | Террі Рейнольдс               |
| 1998—2007 | с  | Король Квінса                                     | The King of Queens                              | Керрі Хеффернан               |
| 1999      | ф  | Слідуй своїм бажанням                             | Follow Your Heart                               | Енджі Ларокка                 |
| 1999      | мф | Роббі — північний олень: Великі перегони          | Hooves of Fire                                  | лисиця                        |
| 2002      | мф | Роббі — північний олень                           | Legend of the Lost Tribe                        | коала                         |
| 2003      | ф  | Старе загартування                                | Old School                                      | Лара                          |
| 2007—2008 | с  | Материнство                                       | In the Motherhood                               | Ким                           |
| 2009      | с  | Нічне шоу з Джорджем Лопесом                      | Lopez Tonight                                   | Керрі Хеффернан               |
| 2009      | тф | Одружені не вмирають                              | Married Not Dead                                | Джесіка                       |
| 2010      | тф | Це захопило поселення                             | It Takes a Village                              | Карен                         |
| 2011      | кф | —                                                 | Toddlers and Tiaras: Where Are They Now?        | Хуана                         |
| 2012      | мс | Насичені фруктозою пригоди Набридливого Апельсина | The High Fructose Adventures of Annoying Orange | Полі Прюн / нахабні равіолі   |
| 2013      | с  | Сімейні інструменти                               | Family Tools                                    | Террі Баумгарднер             |
| 2013—2014 | мс | Фінеас і Ферб                                     | Phineas and Ferb                                | Дорін                         |
| 2014      | мс | Королівські перегони Ру Пола                      | RuPaul's Drag Race                              | камео Сама / запрошений суддя |
| 2014—2015 | с  | Колишні                                           | The Exes                                        | Ники                          |
| 2017      | ф  | Божевільні сімейки                                | Mad Families                                    | Шайенн                        |
| 2017      | мс | Закон Мерфі                                       | Milo Murphy's Law                               | міс Бакстер                   |
| 2017      | ф  | Клакер                                            | The Clapper                                     | продюсер Луїз                 |
| 2017      | ф  | Красавчик                                         | Handsome: A Netflix Mystery Movie               | Еста                          |
| 2017      | тф | —                                                 | What About Barb?                                | доктор Сюзанн Марвін          |
| 2017      | мс | Закон Майла Мерфі                                 | Milo Murphy's Law                               | Місіс Бакстер                 |
| 2017—2018 | с  | Кевін зачекає                                     | Kevin Can Wait                                  | Ванесса Келуччі               |
| 2018      | ф  | Почни спочатку                                    | Second Act                                      | Джоан                         |
| 2018      | тф | —                                                 | Mean Jean                                       | Джин                          |
| 2020      | с  | Співак у масці                                    | The Masked Singer                               | Гостьовий учасник             |
| 2021—-    | с  | Головоломка для людей                             | People Puzzler                                  | господарка                    |
| 2022      | с  | То ти думаєш що можеш танцювати                   | So You Think You Can Dance                      | суддя                         |

## Нагороди та номінації
| Рік  | Асоціація                                                         | Категорія                                                                 | Робота                                                                                 | Результат | Прим.  |
| ---- | ----------------------------------------------------------------- | ------------------------------------------------------------------------- | -------------------------------------------------------------------------------------- | --------- | ------ |
| 2017 | 23-тя премія Асоціації телевізійних критиків                      | Видатні досягнення в програмуванні реальності                             | «Лія Реміні: Саєнтологія та наслідки» англ. Leah Remini: Scientology and the Aftermath | Перемога  |        |
| 2017 | 69-та церемонія вручення премії «Еммі» у сфері творчого мистецтва | Прайм-тайм премія «Еммі» за видатний документальний чи спеціальний серіал | «Лія Реміні: Саєнтологія та наслідки» англ. Leah Remini: Scientology and the Aftermath | Перемога  | [ 17 ] |
| 2018 | NATPE Unscripted Breakthrough Awards                              | Найкраща інновація                                                        | «Лія Реміні: Саєнтологія та наслідки» англ. Leah Remini: Scientology and the Aftermath | Перемога  |        |
| 2018 | 29-а премія Гільдії продюсерів Америки                            | Премія Гільдії продюсерів Америки за найкращі неігрові телесеріали        | «Лія Реміні: Саєнтологія та наслідки» англ. Leah Remini: Scientology and the Aftermath | Перемога  |        |
| 2018 | 70-та церемонія вручення премії «Еммі» у сфері творчого мистецтва | Видатна інформаційна серія або спецвипуск                                 | «Лія Реміні: Саєнтологія та наслідки» англ. Leah Remini: Scientology and the Aftermath | Номінація | [ 18 ] |
| 2019 | CHILD USA                                                         | Barbara Blaine Trailblazer Award                                          | «Лія Реміні: Саєнтологія та наслідки» англ. Leah Remini: Scientology and the Aftermath | Перемога  |        |
| 2019 | 30-та премія Гільдії продюсерів Америки                           | Видатний продюсер нон-фікшн телебачення                                   | «Лія Реміні: Саєнтологія та наслідки» англ. Leah Remini: Scientology and the Aftermath | Номінація | [ 19 ] |
| 2019 | 35-та премія IDA за документальний фільм                          | Премія «Правда до влади»                                                  | «Лія Реміні: Саєнтологія та наслідки» англ. Leah Remini: Scientology and the Aftermath | Перемога  |        |
| 2019 | 9th Critics Choice Television Awards                              | Impact Award (Нагорода за вплив)                                          | «Лія Реміні: Саєнтологія та наслідки» англ. Leah Remini: Scientology and the Aftermath | Перемога  |        |
| 2019 | 44-та премія Грейсі                                               | On-Air Talent — Нагорода за стиль життя та розваги                        | «Лія Реміні: Саєнтологія та наслідки» англ. Leah Remini: Scientology and the Aftermath | Перемога  |        |
| 2019 | 44-та премія Грейсі                                               | Нон-фікшн Розваги                                                         | «Лія Реміні: Саєнтологія та наслідки» англ. Leah Remini: Scientology and the Aftermath | Перемога  | [ 20 ] |
| 2019 | 71-ша церемонія вручення премії «Еммі» у сфері творчого мистецтва | Видатна інформаційна серія або спец                                       | «Лія Реміні: Саєнтологія та наслідки» англ. Leah Remini: Scientology and the Aftermath | Номінація | [ 18 ] |
| 2020 | 72-а церемонія вручення премії «Еммі» у сфері творчого мистецтва  | Видатна документальна серія або спец                                      | «Лія Реміні: Саєнтологія та наслідки» англ. Leah Remini: Scientology and the Aftermath | Перемога  |        |